# Negatív hálózatok
Az alábbi szócikk Csaba Zoltán László és Pál Judit: A negatív kapcsolatok alakulása és hatása: elméleti áttekintés és empirikus tesztelés két középiskolai osztályban című, a negatív társadalmi hálózatokról szóló tanulmánya alapján készült, és abból idéz. Ez az első magyar nyelvű írás, amely teljes képet igyekszik rajzolni a téma hazai és nemzetközi irodalma alapján.
A kapcsolatháló-elemzéssel foglalkozó munkák elsősorban a pozitív (baráti) kapcsolatok kutatásával és modellezésével foglalkoznak, és kevesebb szó esik a negatív viszonyok feltérképezéséről, amelyek azért is érdekesek, mert, ahogy a szervezetek működésének eredményessége szempontjából is kimutatták, hatásuk akár jelentősebb is lehet, mint a pozitívoké.
Ezeknek a negatív viszonyoknak a feltérképezése számos releváns társadalmi kérdésre adhat választ, például a kirekesztés vagy az erőszakos cselekedetek különböző formáira. 

## A kapcsolati típusok kialakításának törvényszerűségei és folyamatai
A negatív és pozitív kapcsolatok kialakítása, fenntartása hasonló dimenziók mentén, de mégis különböző módon megy végbe. Csaba és Pál (2010) cikke alapján ezek a mechanizmusok a következőek: 
A pozitív kapcsolatok esetében:
- együtt töltött idő (Blau 1977, Newcomb 1956))."
- kölcsönösség (más néven reciprocitás) (Heider[2] illetve Doreian – Stokman[3])
- homofília, azaz a hasonló tulajdonságok, értékek, cselekvési módozatok (Feld – Carter 1992)
- népszerűségi hatás: a hálózatban népszerű egyéneket az átlagnál nagyobb valószínűséggel választják barátnak

A negatív viszonyok esetében:
Az utálati-ellenszenvi viszonyok kialakulásában más törvényszerűségek (is) fontosak. "Lényeges a különbözők elutasításának (heterofóbia ) jelensége, de ennek volumene a negatív típusú kapcsolatok kialakulásakor nem feltétlenül olyan erős, mint a homofília hatása a pozitív (baráti) viszonyok esetében. 
- hosszabb közös időtöltés nélkül is kialakulhat
- míg a földrajzi közelség kedvez a barátságok kialakulásának, ez fordítva nem  igaz, akik túl messze élnek egymástól, nem lesznek feltétlenül ellenségek.
- a negatív viszonyok sokkal gyorsabban alakulnak ki (Wiseman – Duck 1985)
- ritkábban értékelik át az egyének a negatív kapcsolataikat (Labianca – Brass 2006).

"Mind a pozitív, mind a negatív hálózati struktúra kialakulására az egyének státuszhelyzetének is hatása lehet. Bonacich és Llyod a negatív kapcsolatokkal összevetve vizsgálták az egyének státuszhelyzetét. (...) Gondolatmenetük szembemegy Davis álláspontjával, aki szerint három negatív előjelű tranzitív háromszög is jelenthet egyensúlyi helyzetet (Davis 1967)." (Csaba-Pál, 2010)

## A negatív hálózatok kutatása Magyarországon
2010-ben alakult a Kapcsolatháló- és Oktatáskutató Központ (angolul: Research Center for Educational and Network Studies, RECENS) a Budapesti Corvinus Egyetem Szociológia és Társadalompolitika Intézetének kutatóközpontjaként. Az alapítók mindannyian az egyetem különböző szakkollégiumainak volt tagjai, név szerint a Széchenyi István Szakkollégiumnak, a Rajk László Szakkollégiumnak és a Társadalomelméleti Kollégiumnak. A kutatóközpont kiemelt figyelmet szentel a negatív kapcsolatok kutatásának.
A negatív hálózatos iskolakutatás irányába az első lépéseket Pál Judit és Csaba Zoltán tette meg, mikor a Groningeni Egyetemen töltött Erasmus félévet követően, dr. Takács Károly vezetésével megpróbálták a kint elsajátított módszereket és szemléletet alkalmazni. A negatív hálózatok szerepét hangsúlyozták díjazott TDK dolgozatukban, melynek átdolgozott változata a Szociológiai Szemle hasábjain jelent meg.
2010-ben a kutatóközpont OTKA ösztöndíjat nyert. Az országos panelvizsgálat az "Egymásba gabalyodva: kamaszok kapcsolati dinamikája a státuszverseny, a teljesítménytaktikázás, a kirekesztés és az integráció tükrében" címet viseli. A kutatást K 81336-os témaszámon az Országos Tudományos Kutatási Alapprogramok (OTKA) finanszírozza (http://www.otka.hu/index.php?akt%5B%5D menu=4137#tars2009 2). Az országos vizsgálatban 2010. és 2013. között 7 iskola, 43 kilencedikes osztálya és 1300 diákja vesz részt. 
Az itt zajló kutatásnak újabb lendületet adott, mikor dr. Takács Károly 2012-ben elnyerte az MTA Lendület Fiatal Kutatói Programjának ösztöndíját. Takács és kutatócsoportja az MTA Társadalomtudományi Kutatóközpontban a negatív társas kapcsolatok, mint az utálat vagy a relációs agresszió dinamikáját vizsgálja. Kutatásuk célul tűzi ki a negatív társas kapcsolatok és hálózatok mechanizmusainak és dinamikájának elméleti modellezését, különös tekintettel a versenyhelyzetekkel összefüggésben,  kiválasztunk bizonyos társadalmi kontextusokat, ahol a megfogalmazott elméleti hipotéziseket empirikusan is vizsgálják, valamint  feltárják a negatív társas kapcsolatok kooperációra, teljesítményre, és kohézióra kifejtett hatását.